# Chinese Wall
| Recensione    | Giudizio |
| ------------- | -------- |
| AllMusic      |          |
| Rolling Stone |          |

Chinese Wall è il terzo album solista del cantante statunitense Philip Bailey, pubblicato nell’ottobre 1984 dall’etichetta Columbia Records.
L’album ha raggiunto la 22ª posizione nella classifica Billboard 200 e la 10ª nella Billboard Top R&B/Hip-Hop Albums. È stato candidato ai Grammy Awards nella categoria Best R&B Vocal Performance, Male ed è stato certificato disco d’oro negli Stati Uniti dalla RIAA.

## Contesto
L’album è stato prodotto dal musicista inglese Phil Collins, che ha anche suonato la batteria e le tastiere, co-scritto alcuni brani e cantato come voce co-solista. Collins ha iniziato a lavorare al progetto dopo aver terminato la produzione dell’album Behind the Sun di Eric Clapton nella primavera del 1984.
Collins in seguito ha dichiarato: «Bailey ricevette molte critiche per essersi fatto produrre da qualcuno che è bianco. C’era una paranoia secondo cui l’album non sarebbe stato trasmesso dalle stazioni radio nere... Il motivo per cui compaio nel video di Easy Lover è che sapevo che non sarebbe stato trasmesso se ci fosse stato solo Phil Bailey.»

## Singoli
Il principale successo pop dell’album è stato Easy Lover, un duetto con Phil Collins. Il brano ha ricevuto una candidatura ai Grammy Awards nella categoria Best Pop Performance by a Duo or Group With Vocals.
Il secondo singolo estratto è stato Photogenic Memory, pubblicato nel 1984. Il terzo e ultimo singolo, Walking on the Chinese Wall, pubblicato nel marzo 1985, ha raggiunto la 46ª posizione nella classifica Billboard Hot 100.

## Recensioni
Joe Brown del Washington Post ha commentato: «Lo spirito degli Earth, Wind & Fire va oltre nel suo secondo lavoro da solista, guidato magistralmente da Phil Collins, che sembra non sbagliare un colpo in questo periodo. Il falsetto di Bailey si libra in modo etereo sopra il brillante muro sonoro di percussioni esotiche e timbri elettronici creato da Collins».
Assegnando all'album un punteggio di 3 stelle su 5, James Henke di Rolling Stone ha scritto: «Non è funky come gli Earth, Wind & Fire, ma è cento volte più accattivante».
Scrivendo per The Voice, il giornalista musicale Nelson George ha elogiato Chinese Wall, definendolo «l’album più solido di un artista nero dai tempi di Purple Rain». Ha descritto «gli arrangiamenti stratosferici dei fiati dei Phenix Horns... la batteria di Collins (questo ragazzo bianco ha groove) e gli impeccabili arrangiamenti d’archi di Arif Mardin», affermando che Bailey, «cantando con un tono profondo, esprime la sua sensibilità con un timbro da baritono».
Gary Graff del Detroit Free Press ha scritto: «Il cantante degli Earth, Wind & Fire Bailey fa una scelta saggia affidandosi a Collins per la produzione e l’accompagnamento strumentale dell’album. Oltre a un forte duetto, Easy Lover, le performance elevano la qualità del disco al di sopra di una scrittura a tratti incostante».
Lou Papineau del Boston Globe ha ritenuto che «Si tratta di un album gradevole e non pretenzioso, fatto di ritmi vivaci e ballate avvolgenti».

## Tracce

### Lato A
1. Photogenic Memory – 5:26 (testo: Jerry Knight, Davitt Sigerson, Lillie Mae Clarke)
2. I Go Crazy – 4:48 (testo: Philip Bailey, Glen Ballard, Marti Sharron)
3. Walking on the Chinese Wall – 5:08 (testo: Billie Hughes, Roxanne Seeman)
4. For Every Heart That's Been Broken – 4:15 (testo: Ballard, Clif Magness)
5. Go – 4:30 (testo: Nathan East, Ralph Johnson)

Durata totale: 24:07

### Lato B
1. Easy Lover – 5:05 (testo: Bailey, Phil Collins, East)
2. Show You the Way to Love – 4:41 (testo: Bailey, Ballard, Sharron)
3. Time Is a Woman – 4:31 (testo: Barry Blue, Julian Littman, Robin Smith)
4. Woman – 5:04 (testo: Steve Mitchell, Sharron, Gary Skardina)
5. Children of the Ghetto – 6:49 (testo: Chris Amoo, Eddie Amoo)

Durata totale: 26:10

## Formazione
- Philip Bailey – voce solista e cori, percussioni (traccia 10)
- Lesette Wilson – tastiere, assolo di pianoforte acustico (traccia 10)
- George Massenburg – programmazione sintetizzatori
- Godfrey Wang – programmazione sintetizzatori
- Daryl Stuermer – chitarre, assolo di chitarra (tracce 4, 6)
- Nathan East – basso, pedali del basso (traccia 4), kalimba (traccia 4), tastiere (traccia 5)
- Phil Collins – batteria (tracce 1–9), vocoder (traccia 1), LinnDrum (tracce 1, 3, 5), Simmons (tracce 2, 8, 9), tastiere (tracce 3, 6), cori (tracce 3, 6, 8), voce solista (traccia 6), percussioni (traccia 10)
- Paulinho da Costa – percussioni (tracce 7, 10)
- The Phenix Horns – fiati (tracce 3, 5, 7–9)
  - Don Myrick – sassofoni (tracce 3, 5, 7–9), assolo di sassofono (traccia 5)
  - Louis Satterfield – trombone (tracce 3, 5, 7–9)
  - Michael Harris – tromba (tracce 3, 5, 7–9), assolo di tromba (traccia 9)
  - Rahmlee Michael Davis – tromba (tracce 3, 5, 7–9)
- Tom-Tom 84 – arrangiamenti dei fiati (tracce 3, 5, 7–9)
- Arif Mardin – arrangiamenti d’archi (tracce 5, 7, 9)
- Josie James – cori (tracce 3, 4, 8)
- Carl Carwell – cori (tracce 7, 10)
- Winston Ford – cori (tracce 7, 10)
- Nigel Martinez – cori (traccia 8)

## Produzione
- Phil Collins – produttore
- George Massenburg – tecnico del suono
- Steve Chase, Judy Clapp, Murray Dvorkin, Tom Perry – assistenti
- Tony Lane, Nancy Donald – direzione artistica e design
- Ellen Land-Weber, Randee St. Nicholas – fotografia
- Cavallo, Ruffalo and Fargnoli Management – management